# Grand-Verly
Grand-Verly település Franciaországban, Aisne megyében. Lakosainak száma 134 fő (2022. január 1.). Grand-Verly Lesquielles-Saint-Germain, Tupigny, Vadencourt és Petit-Verly községekkel határos.

## Népesség
A település népességének változása:
| Lakosok száma | 187  | 131  | 136  | 132  | 145  | 140  | 138  | 138  | 137  | 134  |
|               | 1968 | 1982 | 1990 | 2006 | 2013 | 2015 | 2017 | 2019 | 2020 | 2022 |